# Коллер, Марсель
Марсе́ль Ко́ллер (нем. Marcel Koller; род. 11 ноября 1960, Цюрих) — швейцарский футболист, полузащитник. Всю карьеру провёл в швейцарском клубе «Грассхоппер». С 2011 по 2017 год — главный тренер сборной Австрии.

## Карьера игрока
Марсель Коллер провёл в роли полузащитника все 24 года своей игровой карьеры в клубе «Грассхоппер». В составе цюрихской команды он становился семикратным чемпионом Швейцарии и пятикратным обладателем Кубка страны. В активе Марселя 55 игр в составе сборной Швейцарии, в том числе участие в чемпионате Европы 1996 года в Англии.

## Карьера тренера

### Работа в Швейцарии
Марсель Коллер дебютировал в роли тренера в 1 июля 1997 году в клубе «Виль», выступавшем во втором швейцарском дивизионе. В 1999 году он становится тренером клуба высшей лиги «Санкт-Галлен». С этой командой Марсель добивается своих первых тренерских успехов: в сезоне 1999/2000 «Санкт-Галлен» впервые с 1904 становится чемпионом Швейцарии, а в розыгрыше Кубка УЕФА сезона 2000/01 проходит в первом раунде лондонский «Челси». Благодаря этим успехам Коллер получил звание лучшего тренера Швейцарии в 2000 году.
9 января 2002 Коллер становится главным тренером клуба «Грассхоппер», который под его руководством выигрывает чемпионат Швейцарии 2002/03. Но уже в следующем сезоне, после серии из 5 поражений, последнее из которых клуб из Цюриха потерпел от футбольного клуба «Виль», Марсель Коллер подаёт в отставку.

### Работа в Германии
После увольнения из «Грассхоппера» Коллера приглашают на пост главного тренера «Кёльна». Перед тренером была поставлена задача спасения клуба от вылета во Вторую Бундеслигу, с которой ему не удалось справиться. Таким образом, Коллер продержался у руля «Кёльна» со 2 ноября 2003 по 14 июня 2004 года. Несмотря на в целом неуспешный опыт, именно Коллер считается открывателем таланта Лукаса Подольски.
23 мая 2005 Коллер стал главным тренером «Бохума». Сезон 2005/06 команда заканчивает на первом месте во Второй Бундеслиге и напрямую поднимается в Первую. В следующем сезоне 2006/07 «Бохум» занимает 8 место в итоговой таблице, что является третьим по успешности сезоном в истории команды. В связи с неудачным стартом клуба в сезоне 2009/10 20 сентября Коллер был уволен с поста главного тренера «Бохума».

### Сборная Австрии
В 2011 году Коллер возглавил сборную Австрии и вывел её спустя 4 года на чемпионат Европы. На самом Евро-2016 австрийцы выступили неудачно, заняв последнее место в группе. А после невыхода сборной Австрии на чемпионат мира 2018 Марсель Коллер покинул пост главного тренера команды.